# Fusajirō Yamauchi
Fusajirō Yamauchi (jap. 山内 房治郎 Yamauchi Fusajirō; ur. w 1859, zm. w 1940) – japoński biznesmen, który w 1889 roku założył firmę Nintendo Koppai, obecnie znaną pod nazwą Nintendo.
Yamauchi przeszedł na emeryturę w wieku 70 lat, powierzając kierowanie firmą swemu zięciowi Sekiryō Kanedzie (który później zmienił nazwisko na Sekiryō Yamauchi).